# Steve Webster (Bassist)
Steve Webster (gebürtig Steven Donald Webster, * 18. Juli 1958 in Toronto, Ontario) ist ein kanadischer Bassist, Plattenproduzent, Arrangeur, Toningenieur und Komponist. Als mehrfach Nominierter des Juno Award umfasst Websters Karriere mehr als drei Jahrzehnte der Musikproduktion und -aufführung. Zu den Erfolgen zählen Nominierungen für den Juno Award als Produzent des Jahres und für das Jazz-Gesangsalbum des Jahres für Emilie-Claire Barlows Album Clear Day.
Als Gründungsmitglied des kanadischen The Parachute Club war Webster in den 1980er und 1990er Jahren Teil der Musikszene Torontos und arbeitete oft im Grant Avenue Studio in Hamilton, der Heimat von Daniel Lanois und David Bottrill. Webster hat mit anderen namhaften Produzenten wie Michael Beinhorn und Rick Parashar zusammengearbeitet.
Webster trat bei Live-Auftritten mit den kanadischen Stars Alannah Myles, Dalbello und Carole Pope auf. Er spielte zudem auch Bass auf Billy Idols Rebel Yell-Album und der anschließenden Tournee 1984.
Webster wurde eingeladen, das Lied „Rise Up“ mit Lorraine Segato bei Jack Laytons Staatsbegräbnis im Jahr 2011 aufzuführen. Webster war Co-Autor und nahm den Song auf dem gleichnamigen Album „The Parachute Club“ auf, das mit dem Juno Award als Single des Jahres ausgezeichnet wurde.